# Union sociale allemande
L’Union sociale allemande (Deutsche Soziale Union, DSU) est un parti politique issu de l'ancienne Allemagne de l'est, fondé le 20 janvier 1990 à Leipzig par la réunion de plusieurs mouvements de la droite est-allemande sous la présidence de Hans-Wilhelm Ebeling (de), lui-même fondateur du Parti chrétien-social d'Allemagne (Christlich-Sozialen Partei Deutschlands, CSPD).

## Historique

### Un parti conservateur soutenu par la CSU
Largement soutenue par l'Union chrétienne-sociale bavaroise, qui pensait se renforcer durablement à l'échelle nationale en créant un parti-frère dans les nouveaux Länder, la DSU se positionne comme le parti conservateur le plus décidé à rompre avec l'héritage est-allemand, et espère un temps concurrencer la CDU, compromise par sa participation à l'ancien régime communiste.

### La défaite dès les premières échéances électorales
Mais ces espoirs sont anéantis par les résultats des premières élections libre de mars 1990 : la DSU n'obtient finalement que 6,3 % des voix et 25 sièges à la Chambre du peuple, loin derrière la CDU (40,8 % et 163 sièges) avec laquelle elle est associée au sein d'une coalition conservatrice baptisée l'« Alliance pour l'Allemagne » (Allianz für Deutschland). Quelques mois plus tard, les premières élections de l'Allemagne réunifiée témoignent de l'échec politique de la DSU, qui ne recueille que 0,2 % des voix à l'échelle nationale. La plupart de ses animateurs rejoignent alors l'Union chrétienne-démocrate d'Allemagne. La DSU survit encore de nos jours, à une échelle groupusculaire.